# Casertana Football Club 2013-2014
Questa voce raccoglie le informazioni riguardanti la Casertana Football Club nelle competizioni ufficiali della stagione 2013-2014.

## Stagione
La Casertana viene ripescata in Lega Pro il 5 agosto dopo che nella precedente stagione era stata finalista dei playoff di Serie D nella gara di Foligno contro la Virtus Vecomp Verona, squadra della città di Verona, anch'essa ripescata.
Si tratta di un ritorno nei campionati professionistici dopo l'ultima apparizione precedente risalente alla Serie C2 1996-1997.
Inizia la stagione sportiva in luglio con il ritiro presso lo stadio di Nocera Superiore con la guida tecnica di Ezio Capuano, mentre la seconda parte del ritiro si svolge in Umbria a Fossato di Vico.
La società viene rinforzata da nuovi soci oltre al presidente Giovanni Lombardi che aveva già condotto la società nella stagione precedente dopo aver acquistato la società dal precedente proprietario. Nel corso della stagione vengono anche presentati due inni per la Casertana, il primo, "Casertana unico amore", cantato da Cristian Miretto viene presentato la prima volta durante la presentazione della squadra in Piazza Matteotti, il secondo, quello poi riconosciuto ufficialmente e che viene presentato con una conferenza stampa il 29 aprile 2014, intitolato "Everybody Let's Go Casertana" è invece cantato da Maurizio Ha Fuso & The Bleachers.

### Campionato
Il campionato non inizia nel migliore dei modi per i rossoblù, e dopo appena tre giornate (pareggio esterno a Poggibonsi, sconfitta interna alla seconda contro il Cosenza e la sconfitta contro il Gavorrano) viene esonerato il tecnico Ezio Capuano, al suo posto viene ingaggiato dal presidente Lombardi l'allenatore Guido Ugolotti.
Con la nuova guida tecnica è evidente il cambio di marcia, dopo una vittoria all'esordio e la sconfitta contro l'Ischia i falchetti riescono a inanellare prima ben 4 vittorie consecutive e poi 4 pareggi di fila per un totale di otto risultati utili consecutivi.
La serie positiva si interrompe il 1º dicembre 2013 non per una sconfitta ma perché alla quattordicesima giornata la gara in trasferta a Melfi viene interrotta dopo appena 11 minuti di gioco a causa di un violento nubifragio che si abbatte sulla città lucana, verrà recuperata a 10 giorni di distanza.
Al ritorno in campo i rossoblù ritrovano anche la vittoria nel derby contro l'Aversa Normanna vincendo per 1-0 con un gol di Alain Baclet. La serie positiva si allunga poi nel recupero dell'11 dicembre contro i lucani del Melfi. Torna al pareggio contro il Chieti la domenica successiva e infine chiude il girone d'andata con una vittoria contro il Tuttocuoio.
Al termine del girone d'andata la Casertana è terza alle spalle di Teramo e Cosenza e a pari punti con il Foggia a quota 30 punti.
Il girone di ritorno si apre con due pareggi consecutivi seguiti dalla vittoria contro il Gavorrano alla terza e da quella esterna a Martina Franca alla quarta, con la vittoria interna contro l'Ischia la Casertana porta a 17 i suoi risultati utili consecutivi e conquista la vetta della classifica per la prima volta nell'arco della stagione, la serie positiva però non si ferma e dopo altre due vittorie, diventa di 19 risultati utili consecutivi, la migliore serie positiva societaria, superiore anche a quella dell'anno 1990-91 che portò i falchetti in Serie B.
La serie positiva si interrompe dopo 19 risultati utili consecutivi nell'incontro interno della venticinquesima giornata contro i calabresi della Vigor Lamezia, quando i rossoblù vengono sconfitti per tre reti ad una nonostante fosse passata in vantaggio nel primo tempo con un calcio di punizione di Correa. Anche la domenica successiva i falchetti incappano in una sconfitta in trasferta ad Aprilia, ma tornano a conseguire un risultato utile nel big match della 27ª giornata, quando davanti ad oltre tremila sostenitori rossoblù autori di una coreografia che coinvolge l'intero Stadio Pinto, pareggiano 0-0 contro il Teramo mantenendo la vetta della classifica in condivisione proprio con gli abruzzesi.
La domenica successiva però, a causa del pareggio esterno contro il Foggia la Casertana perde la testa della classifica a favore del Cosenza.
Il 6 aprile 2014 in seguito al pareggio casalingo contro il Melfi, la Casertana conquista con tre giornate di anticipo l'accesso alla Lega Pro Unica, per i colori rossoblù è un ritorno nella terza serie nazionale a distanza di ventun'anni dall'ultima apparizione nel 1992-93.
La domenica successiva, con la vittoria nel derby esterno contro l'Aversa Normanna e la contemporanea sconfitta del Cosenza ritrova la vetta della classifica in coabitazione con lo stesso Cosenza e il Teramo per restare poi da sola 7 giorni dopo.
All'ultima giornata però dopo la sconfitta sul campo del Tuttocuoio e la contemporanea vittoria del Messina resta in testa a pari punti con i siciliani ma in virtù degli scontri diretti non consegue il diritto di partecipare alla Supercoppa.
Mancino fu l'attaccante più prolifico con 11 reti. A seguire Agodirin con 7, Alvino, Antonazzo, Baclet, Caturano, Correa, Marano con 2 e Bacio Terracino, Chiavazzo, Conti, Cruciani, Cucciniello, De Marco, Favetta, Varriale con una rete.

### Coppa Italia
I falchetti sono inseriti nel girone M di Coppa Italia Lega Pro 2013-2014 insieme ai corregionali dell'Arzanese e alla formazione pugliese del Foggia.
La prima partita che si sarebbe dovuta giocare in trasferta per i rossoblù si gioca invece allo Stadio Alberto Pinto a seguito della richiesta della società biancoazzurra di invertire il campo vista l'indisponibilità del proprio impianto di gioco e termina a reti bianche.
Anche la seconda gara del girone si gioca allo stadio Pinto e anche in questo caso termina 0-0 contro il Foggia con conseguente eliminazione dei falchetti dalla competizione.

### Impegno nel sociale
La Casertana nel corso dell'anno si distingue anche per l'impegno nel sociale, oltre a sponsorizzare la fondazione "a voce d'é criature" come l'anno precedente durante il campionato di Seconda Divisione riesce anche a testimoniare la propria vicinanza alla squadra antirazzista della città RFC Lions.
Inoltre la società si fa sentire anche sull'argomento Terra dei Fuochi insieme a don Maurizio Patriciello con un coprimaglia indossato nel prepartita della gara contro il Castel Rigone con la scritta TERRA DI LAVORO NON DEVE MORIRE mentre viene esposto (e poi messo sul vetro di divisione dalla Curva Sud dello Stadio Pinto) lo striscione "Terra di Lavoro non deve morire. Caserta vuole vivere", lo stesso viene poi riportato anche nel sito ufficiale della società rossoblù nello spazio consuetamente occupato dagli sponsor.
La Casertana realizza anche un calendario 2014 con le foto della squadra nella cornice della Reggia di Caserta, in vendita al prezzo di 10 euro, l'intero ricavato della vendita dei calendari viene donato in beneficenza equamente divisa tra la Caritas di Casagiove curata da don Stefano Giaquinto e la fondazione di don Luigi Merola.
La formazione rossoblù viene anche invitata al Memorial vittime delle mafie promosso dalla fondazione Mario Diana il 20 marzo a Quarto, insieme alla fondazione Libera, ad una selezione di giornalisti campani e al Quarto, formazione del campionato di Eccellenza diventata simbolo della lotta alla camorra.
Proprio contro il Quarto la Casertana gioca la sua partita vincendola per 2 reti ad una.

### Premi
Lunedì 16 dicembre la Casertana viene premiata dal CONI di Caserta nel corso dei Premi CONI per la promozione in Lega Pro nel corso 2013.
Nella sala consiliare della Provincia di Caserta, sita su Corso Trieste, ritirano il premio i calciatori Lucas Correa e Kolawe Agodirin, oltre al team manager Cesare Salomone e all'addetto stampa Giuseppe Frondella.
I rossoblù vengono anche premiati dal web, risultando vincitori, battendo in finale il Cosenza, dell'app social di Facebook "Social Pro League" ideata dal sito Superscommesse.it dove i sostenitori delle 69 squadre di Lega Pro erano chiamati a decidere quale fosse la miglior pagina ufficiale sul social network.

### Casertana nei media
Nel corso della stagione visti anche i 19 risultati utili consecutivi la Casertana attrae su di sé l'attenzione dei media, infatti la formazione rossoblù viene visitata dalle telecamere del programma Mediaset "La tribù del calcio" e dai giornalisti del Guerin Sportivo.
La squadra viene anche inserita nel video iniziativa che ha come unico obiettivo la promozione delle bellezze di Caserta e provincia della "Ha Fuso Produzioni" dove sulle note di Happy di Pharrel Williams insieme anche ad altre realtà sportive casertane come la JuveCaserta Basket, la Volalto Caserta, squadra di pallavolo della città della Reggia, e di realtà sportive della città.

## Divise e sponsor
Per la stagione sportiva 2013-2014 la Casertana utilizza tre maglie da gioco.
La prima maglia utilizzata prevalentemente per le gare interne ha 5 strisce rossoblù, la centrale e le due esterne blu mentre le restanti due sono rosse mentre colletto e bordi delle maniche sono bianchi così come il logo dello sponsor tecnico e i numeri sul retro, i pantaloncini e i calzettoni sono blu
Nella versione da trasferta la maglia è bianca con una V sul petto per metà blu e metà rossa, i bordi delle maniche sono blu sul braccio destro e rosso sul braccio sinistro, numeri e sponsor tecnico in blu, i pantaloncini e i calzettoni sono bianchi.
La terza maglia torna ad essere strisce così come la prima ma le strisce sono più strette e inoltre non ci sono i bordi e il colletto bianco che resta solo per i numeri e per lo sponsor tecnico.
Tutte le maglie sono prodotte dall'azienda campana Givova.
Sulle maglie per questa stagione manca lo sponsor principale, mentre il posto del secondo sponsor è occupato per il secondo anno consecutivo dalla fondazione per il recupero minorile dei giovani campani "a voce d'è criature" di don Luigi Merola.
Il 5 gennaio 2014 vengono invece presentati in conferenza stampa i due sponsor che compaiono sulle maglie da gioco per il girone di ritorno a partire dalla prima partita casalinga del 2014 contro il Poggibonsi, si tratta di Latte Berna, società del gruppo Parmalat che ha la sua sede operativa proprio in provincia di Caserta a Piana di Monte Verna, e Nives, società abruzzese che produce prodotti per la casa come rotoloni assorbenti e tovaglioli di carta.
Nel corso del campionato viene anche riproposta la maglia da trasferta vista nella stagione precedente, bianca, con banda diagonale rossoblù dalla spalla destra al fianco sinistro.

## Organigramma societario
Area direttiva
- Presidente: Giovanni Lombardi
- Presidente onorario: Giovanni Pascarella
- Vice presidente: Clemente Di Vico, Claudio Loffredo
- Amministratore delegato: Antonio Maiello
- Direttore generale: Nicola Pannone

Area organizzativa
- Team manager: Cesare Salomone

Area comunicazione
- Addetto stampa: Giuseppe Frondella

Area tecnica
- Direttore sportivo: Guglielmo Accard
- Allenatore: Ezio Capuano, da settembre Guido Ugolotti
- Allenatore in seconda: Giuseppe Padovano, da settembre Fabio Andreozzi

## Rosa
| N. |                   | Ruolo | Calciatore              |
| -- | ----------------- | ----- | ----------------------- |
|    | Italia (bandiera) | P     | Ermanno Fumagalli       |
|    | Italia (bandiera) | P     | Raffaele Petrellese     |
|    | Italia (bandiera) | P     | Arcangelo Vigliotti     |
|    | Italia (bandiera) | D     | Angelo Antonazzo        |
|    | Italia (bandiera) | D     | Francesco Bruno         |
|    | Italia (bandiera) | D     | Christian Conti         |
|    | Italia (bandiera) | D     | Giulio Daleno           |
|    | Italia (bandiera) | D     | Salvatore D'Alterio     |
|    | Italia (bandiera) | D     | Alessandro Diana        |
|    | Italia (bandiera) | D     | Riccardo Idda           |
|    | Italia (bandiera) | D     | Luca Magliano           |
|    | Italia (bandiera) | D     | Luigi Pezzella          |
|    | Italia (bandiera) | D     | Giovanni Pezzullo       |
|    | Italia (bandiera) | D     | Michele Piccirillo      |
|    | Italia (bandiera) | D     | Raffaele Lazzaro Pucino |
|    | Italia (bandiera) | D     | Giuseppe Rinaldi        |
|    | Italia (bandiera) | C     | Antonio Bacio Terracino |

| N. |                      | Ruolo | Calciatore          |
| -- | -------------------- | ----- | ------------------- |
|    | Italia (bandiera)    | C     | Angelo Chiavazzo    |
|    | Argentina (bandiera) | C     | Lucas Correa        |
|    | Italia (bandiera)    | C     | Michel Cruciani     |
|    | Italia (bandiera)    | C     | Carmine Cucciniello |
|    | Italia (bandiera)    | C     | Simone De Marco     |
|    | Italia (bandiera)    | C     | Nicola Mancino      |
|    | Italia (bandiera)    | C     | Fabio Mangiacasale  |
|    | Italia (bandiera)    | C     | Francesco Marano    |
|    | Italia (bandiera)    | C     | Armando Piscitelli  |
|    | Nigeria (bandiera)   | A     | Kolawe Agodirin     |
|    | Italia (bandiera)    | A     | Francesco Alvino    |
|    | Francia (bandiera)   | A     | Alain Baclet        |
|    | Italia (bandiera)    | A     | Salvatore Caturano  |
|    | Italia (bandiera)    | A     | Ciro Favetta        |
|    | Italia (bandiera)    | A     | Gennaro Pezzullo    |
|    | Italia (bandiera)    | A     | Vincenzo Varriale   |

## Calciomercato

### Sessione estiva (dal 1/7 al 2/9)
| Arrivi | Arrivi                  | Arrivi             | Arrivi       |
| R.     | Nome                    | da                 | Modalità     |
| ------ | ----------------------- | ------------------ | ------------ |
| P      | Ermanno Fumagalli       | Avellino           |              |
| P      | Raffaele Petrellese     | Comp. Mariglianese |              |
| P      | Arcangelo Vigliotti     | CTL Campania       |              |
| D      | Angelo Antonazzo        | Reggina            |              |
| D      | Francesco Bruno         | Napoli             |              |
| D      | Christian Conti         | Catanzaro          |              |
| D      | Giulio Daleno           | Martina            |              |
| D      | Alessandro Diana        | Aversa Normanna    |              |
| D      | Riccardo Idda           | Torres             |              |
| D      | Luca Magliano           | Battipagliese      |              |
| D      | Luigi Pezzella          | Avellino           |              |
| D      | Raffaele Lazzaro Pucino | Arzanese           |              |
| D      | Giuseppe Rinaldi        | Salernitana        |              |
| C      | Lucas Correa            | Bassano Virtus     |              |
| C      | Michel Cruciani         | Chievo             | comproprietà |
| C      | Carmine Cucciniello     | Fondi              |              |
| C      | Simone De Marco         | Juve Stabia        |              |
| C      | Nicola Mancino          | Grosseto           |              |
| C      | Fabio Mangiacasale      | Martina            |              |
| C      | Francesco Marano        | Aversa Normanna    |              |
| A      | Kolawe Agodirin         | Latina             |              |
| A      | Alain Baclet            | Novara             |              |
| A      | Salvatore Caturano      | Empoli             |              |
| A      | Ciro Favetta            | Juve Stabia        |              |
| A      | Vincenzo Varriale       | FC Francavilla     |              |

| Partenze | Partenze           | Partenze | Partenze |
| R.       | Nome               | a        | Modalità |
| -------- | ------------------ | -------- | -------- |
| D        | Giulio Daleno      | Chieti   |          |
| C        | Fabio Mangiacasale | Chieti   |          |

### Sessione invernale (dal 3/1 al 31/1)
| Arrivi | Arrivi           | Arrivi   | Arrivi   |
| R.     | Nome             | da       | Modalità |
| ------ | ---------------- | -------- | -------- |
| C      | Angelo Chiavazzo | Agropoli |          |

| Partenze | Partenze                | Partenze  | Partenze   |
| R.       | Nome                    | a         | Modalità   |
| -------- | ----------------------- | --------- | ---------- |
| D        | Raffaele Petrellese     | Gladiator | prestito   |
| D        | Alessandro Diana        | Gladiator | svincolato |
| D        | Luca Magliano           | Bisceglie | prestito   |
| D        | Michele Piccirillo      | Gladiator | prestito   |
| D        | Giovanni Pezzullo       | Sulmona   | prestito   |
| D        | Raffaele Lazzaro Pucino | Gladiator | svincolato |
| A        | Salvatore Caturano      | Messina   | prestito   |

## Risultati

### Lega Pro Seconda Divisione

#### Girone di andata
| Arbitro: | Fabio Piscopo (Imperia) |

|               |           |             |
| Baldassin 43’ | Marcatori | 78’ Mancino |

| Arbitro: | Marco Bellotti (Verona) |

|  |           |                |
|  | Marcatori | 92’ De Angelis |

| Arbitro: | Salvatore Guarino (Caltanissetta) |

|                            |           |  |
| Santini 22’ Nocciolini 58’ | Marcatori |  |

| Arbitro: | Armando Ranaldi (Tivoli) |

|                        |           |  |
| Mancino 41’ Alvino 91’ | Marcatori |  |

| Arbitro: | Andrea Tardino (Milano) |

|              |           |  |
| Idda(AG) 49’ | Marcatori |  |

| Arbitro: | Mirko Mangialardi (Pistoia) |

|  |           |             |
|  | Marcatori | 27’ Mancino |

| Arbitro: | Alessandro Greco (Lecce) |

|              |           |  |
| Caturano 49’ | Marcatori |  |

| Arbitro: | Giuseppe Strippoli (Bari) |

|               |           |                           |
| Marchetti 42’ | Marcatori | 48’ Caturano 57’ Agodirin |

| Arbitro: | Luca Albertini (Ascoli Piceno) |

|                                                     |           |             |
| Mancino(R) 1’ Agodirin 43’ Mancino 69’ Cruciani 87’ | Marcatori | 14’ Cafiero |

| Teramo 3 novembre 2013, ore 14:30 CEST 10ª giornata | Teramo                         | 0 – 0 | Casertana | Stadio di Piano d'Accio (1.377 spett.)\| Arbitro: \| Domenico Rocca (Vibo Valentia) \| |
| Arbitro:                                            | Domenico Rocca (Vibo Valentia) |       |           |                                                                                        |

| Caserta 10 novembre 2013, ore 15:00 CEST 11ª giornata | Casertana               | 0 – 0 | Foggia | Stadio Alberto Pinto (2.512 spett.)\| Arbitro: \| Matteo Proietti (Terni) \| |
| Arbitro:                                              | Matteo Proietti (Terni) |       |        |                                                                              |

| Arbitro: | Mirko Olivieri (Palermo) |

|                   |           |                       |
| Ripa 16’ Ripa 46’ | Marcatori | 25’ Correa 61’ Baclet |

| Arbitro: | Ivano Pezzuto (Lecce) |

|              |           |               |
| Agodirin 23’ | Marcatori | 25’ Guerriera |

| Arbitro: | Andrea Morreale (Roma 1) |

|            |           |  |
| Baclet 24’ | Marcatori |  |

| Arbitro: | Alessandro Greco (Lecce) |

|  |           |                   |
|  | Marcatori | 45+1’ Cucciniello |

| Arbitro: | Simone Aversano (Treviso) |

|           |           |           |
| Gaeta 35’ | Marcatori | 16’ Conti |

| Arbitro: | Giuseppe Zanonato (Vicenza) |

|             |           |  |
| Mancino 28’ | Marcatori |  |

#### Girone di ritorno
| Caserta 5 gennaio 2014, ore 15:00 CEST 18ª giornata | Casertana                              | 0 – 0 | Poggibonsi | Stadio Alberto Pinto (2.471 spett.)\| Arbitro: \| Riccardo Baldicchi (Città di Castello) \| |
| Arbitro:                                            | Riccardo Baldicchi (Città di Castello) |       |            |                                                                                             |

| Arbitro: | Francesco Fiore (Barletta) |

|                              |           |                          |
| De Angelis 65’ Calderini 90’ | Marcatori | 15’ Agodirin 41’ Mancino |

| Arbitro: | Luigi Rossi (Rovigo) |

|              |           |  |
| De Marco 45’ | Marcatori |  |

| Arbitro: | Daniele Rasia (Bassano del Grappa) |

|  |           |               |
|  | Marcatori | 95’ Antonazzo |

| Arbitro: | Antonio Giua (Pisa) |

|                             |           |               |
| Favetta 25’ Mancino (R) 47’ | Marcatori | 57’ Cunzi (R) |

| Arbitro: | Francesco Guccini (Albano Laziale) |

|                       |           |             |
| Mancino 3’ Marano 22’ | Marcatori | 30’ Musetti |

| Arbitro: | Daniele Martinelli (Roma 2) |

|  |           |           |
|  | Marcatori | 7’ Marano |

| Arbitro: | Antonello Balice (Termoli) |

|            |           |                                       |
| Correa 22’ | Marcatori | 46’ Longoni 61’ Scarsella 73’ Longoni |

| Arbitro: | Rosario Abisso (Palermo) |

|                                |           |              |
| Cafiero 75’ Barbuti (rig.) 78’ | Marcatori | 71’ Agodirin |

| Caserta 9 marzo 2014, ore 15:00 CEST 27ª giornata | Casertana                | 0 – 0 | Teramo | Stadio Alberto Pinto (3.100 spett.)\| Arbitro: \| Andrea Morreale (Roma 1) \| |
| Arbitro:                                          | Andrea Morreale (Roma 1) |       |        |                                                                               |

| Arbitro: | Luigi Rossi (Rovigo) |

|            |           |                     |
| Giglio 44’ | Marcatori | 30’ Bacio Terracino |

| Arbitro: | Emanuele Mancini (Fermo) |

|              |           |          |
| Varriale 75’ | Marcatori | 53’ Ripa |

| Arbitro: | Antonio Giua (Pisa) |

|                              |           |                    |
| Costa Ferreira 1’ Corona 52’ | Marcatori | 58’ Mancino (rig.) |

| Caserta 6 aprile 2014, ore 15:00 CEST 31ª giornata | Casertana                  | 0 – 0 | Melfi | Stadio Alberto Pinto (5.500 spett.)\| Arbitro: \| Aristide Capraro (Cassino) \| |
| Arbitro:                                           | Aristide Capraro (Cassino) |       |       |                                                                                 |

| Arbitro: | Luca Candeo (Este) |

|               |           |                               |
| Galizia 45+3’ | Marcatori | 83’ Antonazzo 90+2’ Chiavazzo |

| Arbitro: | Salvatore Guarino (Caltanissetta) |

|                                                 |           |  |
| Agodirin 4’ Mancino 12’ Alvino 30’ Agodirin 45’ | Marcatori |  |

| Arbitro: | Marco Piccinini (Forlì) |

|                                 |           |  |
| Ferrari 4’ Colombo 14’ Pane 57’ | Marcatori |  |

### Coppa Italia Lega Pro

#### Fase a gironi
| Caserta 25 agosto 2013, ore 15:00 CEST 2ª giornata | Arzanese                  | 0 – 0 | Casertana | Stadio Alberto Pinto (campo inverso) (circa 2.000 spett.)\| Arbitro: \| Giuseppe Strippoli (Bari) \| |
| Arbitro:                                           | Giuseppe Strippoli (Bari) |       |           | |

| Caserta 28 agosto 2013, ore 15:00 CEST 3ª giornata | Casertana           | 0 – 0 | Foggia | Stadio Alberto Pinto (circa 2.000 spett.)\| Arbitro: \| Antonio Giua (Pisa) \| |
| Arbitro:                                           | Antonio Giua (Pisa) |       |        |                                                                                |